# Ji Yun-nam
Ji Yun-nam (ur. 20 listopada 1976 w Pjongjangu) – północnokoreański piłkarz, który występował na pozycji pomocnika w klubie April 25.

## Kariera
Ji Yun-nam jest wychowankiem April 25, w którym występował w latach 2004-2016. W 2004 roku zadebiutował w reprezentacji Korei Północnej. Został powołany do kadry na Mistrzostwa świata 2010. W pierwszym spotkaniu przeciwko Brazylii zdobył swoją trzecią bramkę w reprezentacyjnej karierze ustalając wynik spotkania na 2:1 dla Canarinhos.